# The Sensual World
Az 1989-es The Sensual World Kate Bush hatodik nagylemeze. 2. helyig jutott a brit albumlistán, az Egyesült Királyságban platinalemez lett, míg Amerikában arany minősítést kapott. Szerepel az 1001 lemez, amit hallanod kell, mielőtt meghalsz című könyvben.

## Az album dalai
| 1. | The Sensual World   | Kate Bush | 3:57 |
| 2. | Love and Anger      | Kate Bush | 4:42 |
| 3. | The Fog             | Kate Bush | 5:04 |
| 4. | Reaching Out        | Kate Bush | 3:11 |
| 5. | Heads We're Dancing | Kate Bush | 5:17 |

| 1. | Deeper Understanding                             | Kate Bush | 4:46 |
| 2. | Between a Man and a Woman                        | Kate Bush | 3:29 |
| 3. | Never Be Mine                                    | Kate Bush | 3:43 |
| 4. | Rocket's Tail                                    | Kate Bush | 4:06 |
| 5. | This Woman's Work                                | Kate Bush | 3:32 |
| 6. | Walk Straight Down the Middle (bónuszdal a CD-n) | Kate Bush | 3:48 |

## Közreműködők
- Haydn Bendall – hangmérnök
- Andrew Boland – hangmérnök
- Stoyanka Boneva – vokál
- Kate Bush – zongora, billentyűk, ének, háttérvokál, producer
- Paddy Bush – mandolin, háttérvokál, valiha, ostor, dob
- Clare Connors – hegedű
- Ian Cooper – vágó
- Stuart Elliott – dob
- Eva Georgieva – vokál
- John Giblin – basszusgitár
- David Gilmour – gitár
- Paul Gomazel – hangmérnök
- John Grimes – hangmérnökasszisztens
- Michael Kamen – hangszerelés
- Mick Karn – basszusgitár
- Nigel Kennedy – hegedű, brácsa
- Kevin Killen – hangmérnök, keverés
- Tom Leader – hangmérnökasszisztens
- Dónal Lunny – buzuki
- Charlie Morgan – dob
- Alan Murphy – gitár
- Michael Nyman – vonósok hangszerelése
- Del Palmer – basszusgitár, ütőhangszerek, ritmusgitár, hangmérnök, Fairlight CMI, keverés
- Justin Pearson – cselló
- Dimiter Penev – hangszerelés
- Yanka Rupkina – vokál
- John Sheahan – hegedű
- Davy Spillane – duda, fütty, síp, ír duda
- Alan Stivell – háttérvokál, kelta hárfa
- Trio Bulgarka – vokál
- Eberhard Weber – elektromos nagybőgő
- Bill Whelan – hangszerelés
- Jonathan Williams – cselló

## Fordítás
Ez a szócikk részben vagy egészben a The Sensual World című angol Wikipédia-szócikk ezen változatának fordításán alapul.  Az eredeti cikk szerkesztőit annak laptörténete sorolja fel. Ez a jelzés csupán a megfogalmazás eredetét és a szerzői jogokat jelzi, nem szolgál a cikkben szereplő információk forrásmegjelöléseként.